# Andriïvka (raïon de Tchernihiv)
Pour les articles homonymes, voir Andriïvka.
Andriïvka (en ukrainien : Андріївка) ou Andreïevka (en russe : Андреевка) est une commune de l'oblast de Tchernihiv, en Ukraine.

## Géographie
Arrosé par la rivière Balyn, le village est à 27 kilomètres de Tchernihiv, desservi par la gare de Jidinitchi.

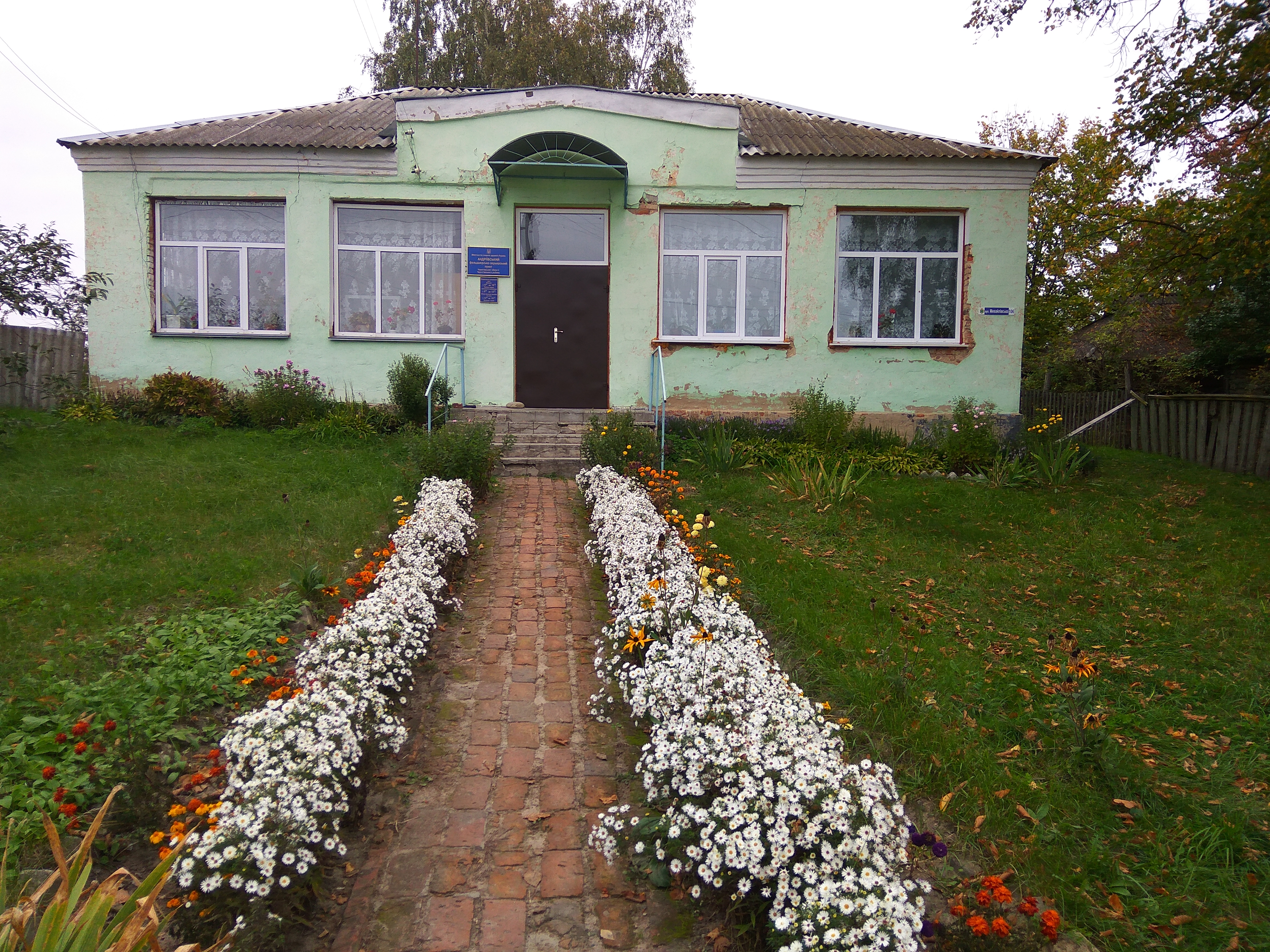
Centre médical,
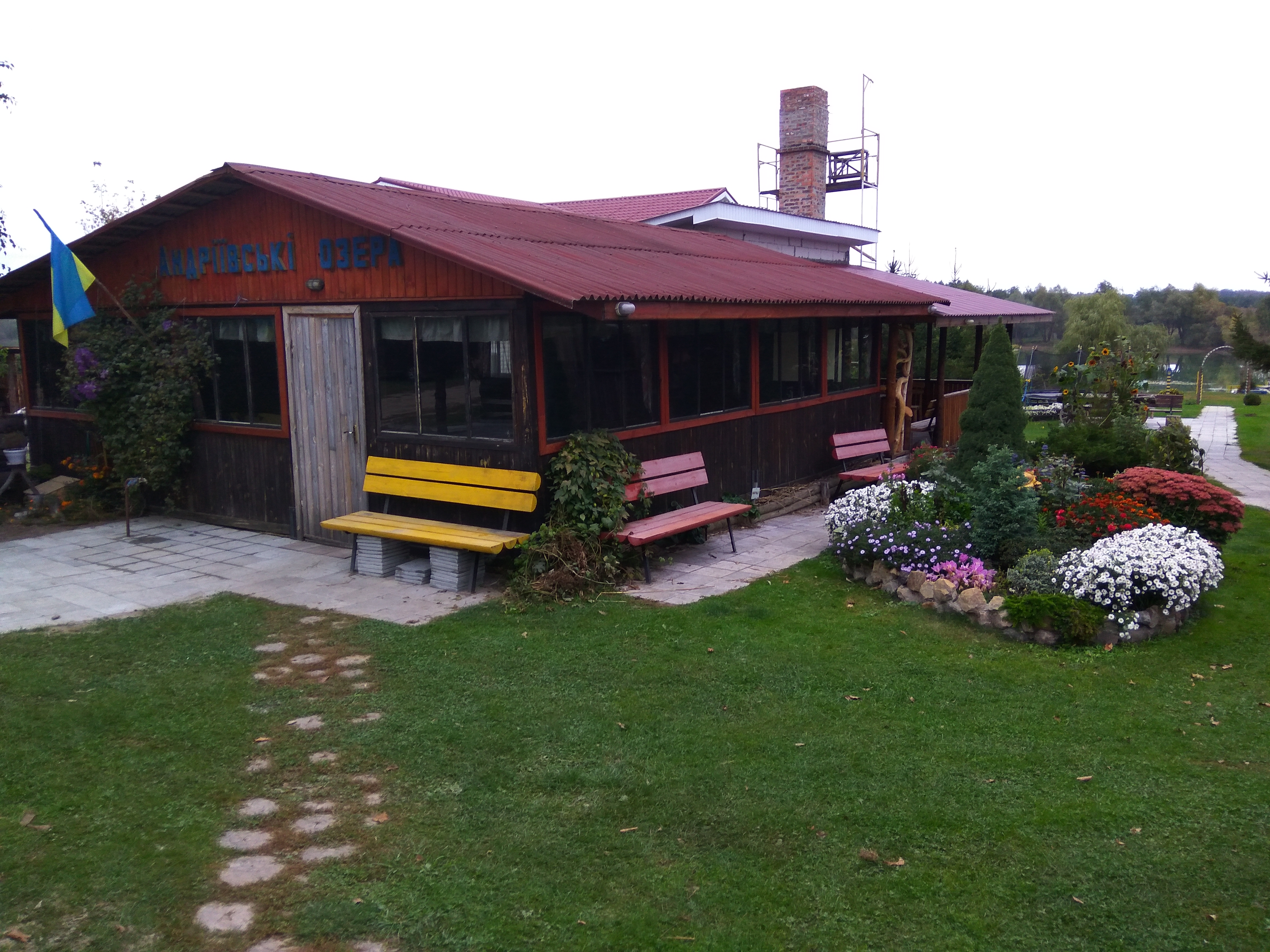
manoir Ozera,
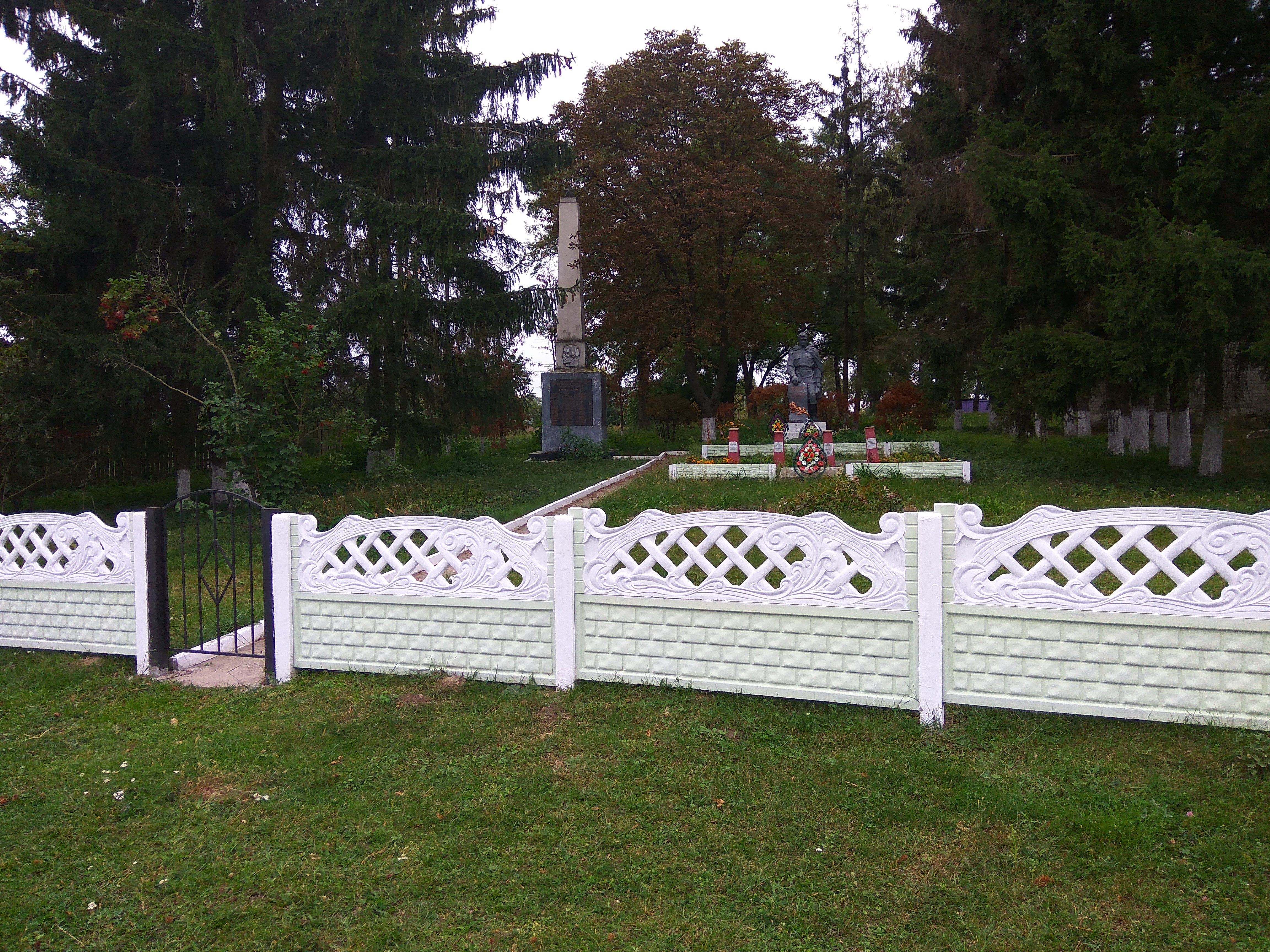
deux monuments de la seconde guerre mondiale classés[1],[2],
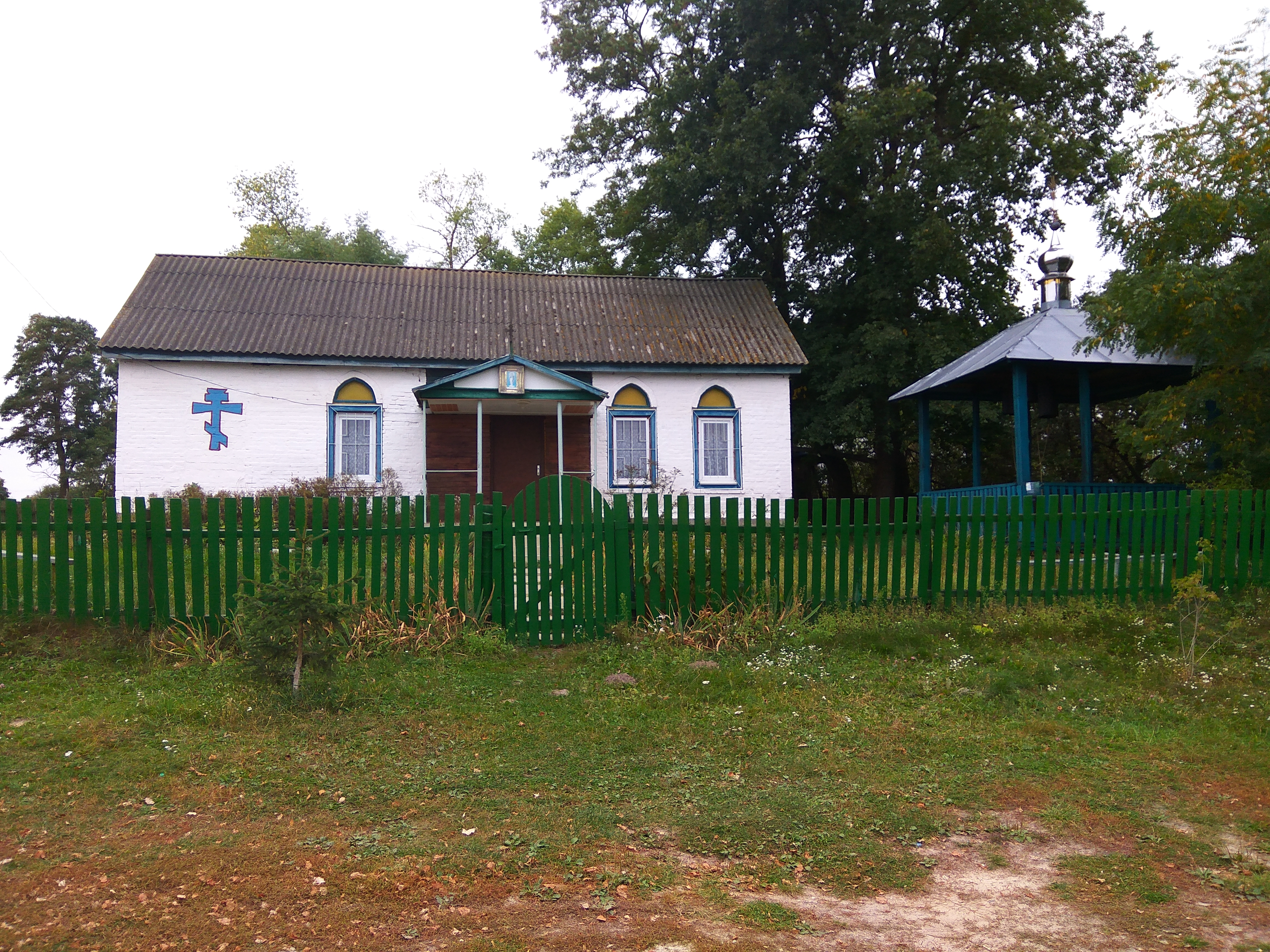
église.